# Helmut R. Wagner
Helmut R. Wagner (* 5. August 1904 in Dresden; † 22. April 1989 in South Dennis, Massachusetts) war ein rätekommunistischer Theoretiker und später US-amerikanischer Soziologe deutscher Herkunft.

## Leben
Helmut Wagner war ein Sohn des Rudolf Wagner und der Olga Fischer. Wagner besuchte 1919 bis 1922 ein Technikum und studierte von 1922 bis 1924 an der Technischen Hochschule Dresden. Wagner war Ende der zwanziger Jahre einer der zentralen Figuren der linken Opposition in der Dresdner SPD. Ende 1931 wurde er wegen dieser Tätigkeit aus der SPD ausgeschlossen. Zu dieser Zeit arbeitete er in der rätekommunistischen Gruppe rote Kämpfer, für die er die noch heute bekannten Thesen über den Bolschewismus verfasste. Von 1925 bis 1932 als Lehrer in der Erwachsenenbildung tätig. 1934 wurde ihm die deutsche Staatsbürgerschaft wegen seiner Kritik am NS-Regime aberkannt. Im Schweizer Exil arbeitete er als Techniker für die Schweizer Armee und betrieb daneben sozialwissenschaftliche Studien. 1941 emigrierte er in die USA, wo er zehn Jahre als Werkzeugmacher arbeitete. Ab 1951 studierte er Soziologie an der New School for Social Research, wo er 1955 promovierte.
Von 1956 bis 1964 lehrte Wagner als Professor der Soziologie an der Universität in Bucknell (Pennsylvania). Anschließend ging er als Professor an das Department für Anthropologie und Soziologie der Hobart and William Smith Colleges, New York, das er bis 1985 leitete.
Neben Alfred Schütz war Wagner einer der führenden Vertreter der phänomenologischen Soziologie in den USA.

## Schriften (Auswahl)
- Geschlecht und Gesellschaft (1928).
- Das Wesen der Geschlechtsliebe (1930).
- sport und arbeitersport (1931) (Nachdruck 1973).
- Thesen über den Bolschewismus (1934).
- Social and Religious Outlooks of a Young Labor Elite (1955).
- The Cultural Sovietization of East Germany (1957).
- Types of Sociological Theory (1963).
- Husserl an Historicism (1972).
- Phenomenological Sociology (1973).